# Hypotese
 Der er for få eller ingen kildehenvisninger i denne artikel, hvilket er et problem. Du kan hjælpe ved at angive troværdige kilder til de påstande, som fremføres i artiklen.

En hypotese er en antagelse om nogle kendsgerninger eller om nogle lovmæssigheder.
En hypotese er kendetegnet ved, at den ikke er blevet testet på en sådan måde, at det sikkert kan fastslås, om den er sand eller falsk. Inden for videnskabsfilosofien er en hypotese en forudsigelse, som er falsificérbar - hvilket vil sige at man kan teste og modbevise den. En videnskabelig teori er en forklaringsmodel, der er støttet af ikke-falsificerede hypoteser, og ud fra hvilken nye hypoteser kan afledes.

## Definition
Af græsk hypothesis = "antagelse"/"grundlag". En hypotese er en foreløbig, ikke-bevist antagelse, en foreslået forklaring på et fænomen. En hypotese kan nogle gange danne grundlag for efterprøvelse. Det ligger i hypotesers natur, at andre generelle hypoteser vedrørende det samme fænomen er teoretisk tænkelige. Ofte bliver videnskabelige hypoteser misforstået af lægfolk som endegyldige sandheder om virkeligheden, ligesom også hverdagens hypotesedannelser ofte opfattes som sandheder. For eksempel bliver den hypotese, at bevidstheden udelukkende er et produkt af hjernen, ofte taget som en endegyldig sandhed. Men ingen hjerneforsker har kunnet forklare, præcist hvordan hjernen skaber bevidsthed, eller angive, hvilke præcise mekanismer der omdanner hjerneaktivitet til bevidsthed. Det er således ikke fastslået med tilstrækkelig sikkerhed, at hypotesen er sand. 

## Forskellen mellem påstande og videnskabeligt gyldige hypoteser
I dagligdagssproget plejer man ikke at skelne strengt mellem påstande, hypoteser og teorier.[kilde mangler] Men løse populære påstande af fordomsfuld eller diskriminerende natur er ikke gyldige videnskabelige hypoteser alene i kraft af mangel på bevis. Det essentielle i en videnskabeligt gyldig hypotese er, at andre muligheder holdes åbne, så længe der ikke endegyldigt er skabt konsensus om, hvordan tingene bevisligt forholder sig i virkeligheden.